# Berl Repetur
Berl Repetur (hebrejsky: ברל רפטור, žil 1902 – 23. března 1989) byl sionistický aktivista, izraelský politik a poslanec Knesetu za stranu Mapam.

## Biografie
Narodil se ve městě Ružin v tehdejší Ruské říši (dnes Ukrajina). Vystudoval základní židovskou školu typu cheder. V roce 1920 přesídlil do dnešního Izraele.

## Politická dráha
V mládí byl aktivní v sionistických hnutích he-Chaluc a Dror. Během antisemitských výtržností na Ukrajině pomáhal organizovat židovskou sebeobranu. Přidal se ke straně Achdut ha-avoda, byl aktivní v židovských jednotkách Hagana. V roce 1922 se stal členem sekretariátu zaměstnanecké rady v Haifě. Téhož roku se zapojil do pracovních oddílů Gdud ha-avoda, ale v roce 1927 z nich kvůli ideologickým rozepřím odešel. Patřil mezi ředitele stavebního podniku Solel Bone. V roce 1935 a 1959 byl delegátem na sionistickém kongresu. Byl vyslán jako emisar sionistů do Německa i Polska. V roce 1944 se angažoval ve frakci Bet, která se odtrhla od strany Mapaj. V roce 1946 byl zatčen mandátními úřady a uvězněn v Rafáhu. Byl členem Prozatímní státní rady a jeden ze signatářů deklarace nezávislosti Státu Izrael.
V izraelském parlamentu zasedl po volbách v roce 1949, kdy kandidoval za Mapam. Byl členem parlamentního výboru finančního a speciálního výboru pro revizi půjček.